# Нотаріус

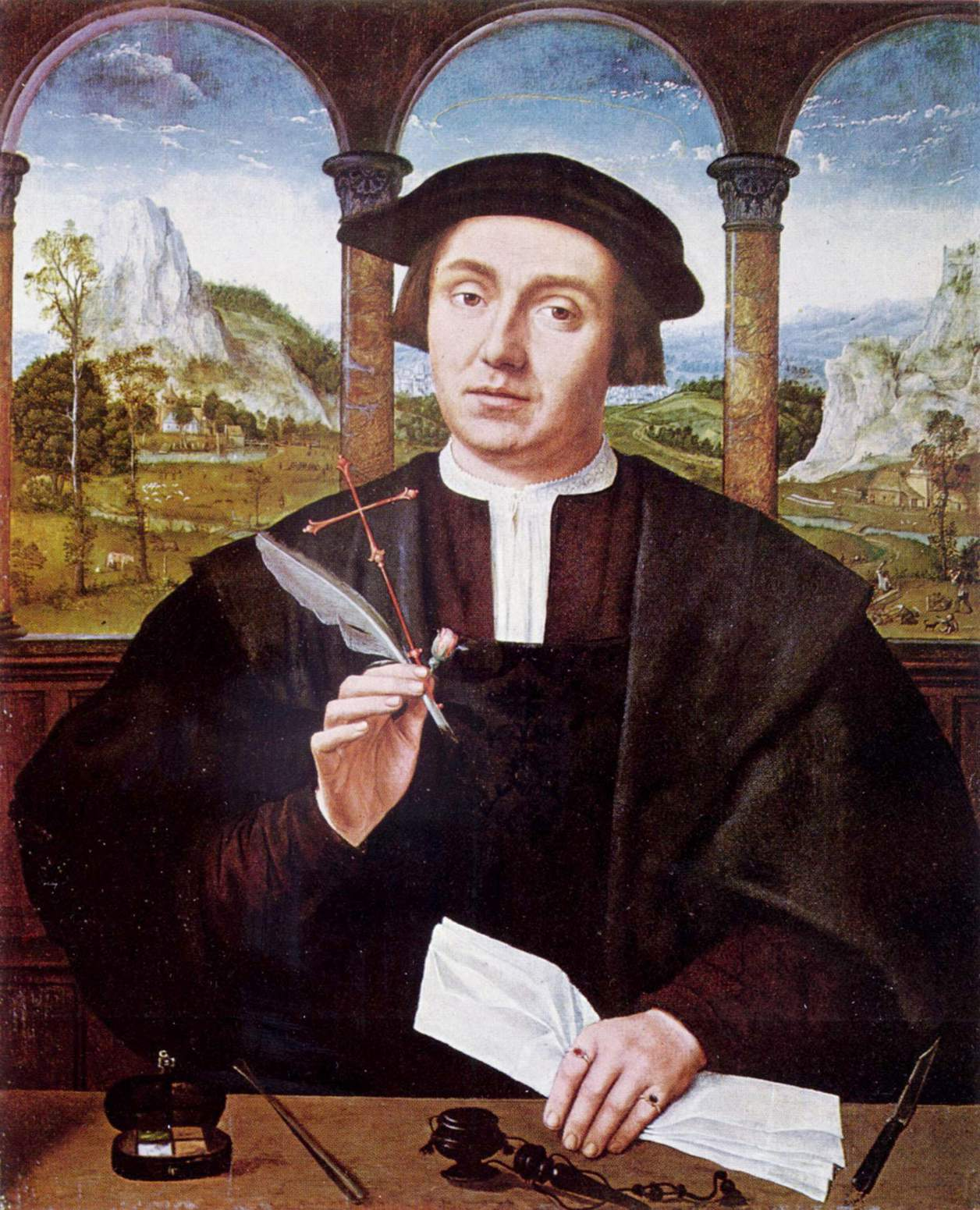
Нотаріус 16 століття

Нота́ріус, заст. нота́р (від лат. notarius — стенограф) — особа, уповноважена державою на вчинення нотаріальних дій, зміст яких зводиться до офіційної письмової засвідчувальної діяльності (фактів, волевиявлення осіб, копій документів), реєстраційної діяльності (ведення реєстрів, архівів документів) та видання актів примусу (виконавчий напис нотаріуса), а також вчинення деяких інших дій (відрізняються в різних країнах) в інтересах здебільшого осіб приватного права.
Функції нотаріусів набагато ширші і пропоновані до них вимоги набагато вищі в країнах континентального права (наприклад: Україна, Німеччина, Польща). На противагу, у США, функція нотаріуса істотно звужена в порівнянні до європейської традиції, що історично склалась.
Важливо розуміти, що історично термін нотаріус застосовувався як до осіб, які вчиняли нотаріальні дії в сучасному розумінні так і до писарів (їм подібним: секретар, стенограф, діловод і.т.п.), діяльність яких жодним чином не стосується нотаріальної діяльності. Разом з цим іноді щодо осіб, які вчиняли нотаріальні дії, застосовували інші терміни: tabularii, tabelliones, scriba, scriniariis, cancelarius, curiales, exceptores, iudex ordinarius.

## Етимологія терміна
Від самого початку в древньому Римі словом nota римляни називали пляму на шкірі або татуювання. Згодом даний термін застосовували до будь-яких плям (в тому числі на одязі). Ще пізніше — ним називали музичні записи та літери. Зрештою під nota розуміли також графічні таємні знаки — відомі лише особі, яка писала текст та адресату.
В час завершення періоду Римської республіки — була створена система notae tironianae (ноти тиронські), яка становила собою спосіб швидкого позначення слів для стенографування словесного виступу.
Звідси еволюціонував термін notarius, яким тоді називавали стенографів (писарів, здатних швидко записувати текст за допомогою спеціальних скорочень). Сьогодні загальнопоширеною є практика перекладу латинського слова notarius — як писар, що є не зовсім точним.

## Історія виникнення

### Античний світ
В давнину, в міру приходу писемності до певного суспільства, поряд з писемними рішеннями правителів виникали писемні записи правових діянь приватних осіб. Відомими є глиняні таблички з фіксацією укладених угод купівлі-продажу, позики, оренди та заповітів. Дані записи ще не носили імперативного (публічного, обов'язкового) характеру однак все активніше використувувались як доказ в суді.
Зародження нотаріальної діяльності відбувалось на територіях стародавньої Греції, Месопотамії, Єгипту. Зокрема в Єгипті з ІІІ ст. до н. е. діяли грецькі професійні писарі — Agoranomus, в яких вбачається античний прототип нотаріуса.
У Стародавньому Римі, який початково схилявся до усного права, під впливом грецьких колоній стверджується практика писаного права, яка краще відповідала запитам суспільства, що активно економічно розвивається. З'являються tabularii, що перебували на державній службі, обов'язки яких були дещо подібні до секретарів суду і які задовільняли потреби органів держави.
Поряд з цим, внаслідок розширення цивільного обороту древнього Риму, життя вимагало вираження правових актів і договорів приватних осіб в офіційній загальновизнаній формі, що спричиняє виникнення окремого класу вільних людей — табеліонів (tabelliones), які, не перебуваючи на державній службі, займалися у вигляді вільного промислу складанням юридичних актів.
Табеліони за винагороду, розмір якої визначала держава, та до певної міри під її контролем займались складанням юридичних документів для всіх бажаючих. Свою діяльність вони здійснювали в конторах, що знаходились у багатолюдних площах та вулицях. Документи викладались на гербовому папері (виготовленому з папірусу), підписувались зацікавленими особами, свідками та засвідчувались підписом табеліона, після чого скріплювались печаткою.
Для остаточного надання документу, засвідченого табеліоном, характеру публічного акту — сторонам договору слід було здійснити insinuatio in acta, тобто звернутися до державного службовця та отримати відповідний судовий протокол (згодом даний інститут називали gesta). Після цього складений приватними особами документ набував беззаперечної публічної доказової сили.
Згодом двома Рішеннями (Novellae 44, 73) Юстиніана (1. De tabellionibus ut protocolla dimittent in chartis; 2. De instrumentorum cautela et fide et primum de depositio et mutuo et alisis documentis private quidem scriptis habentibus autem testes, et de instrumentis publice confectis, et de collationibus manus propriare scripturae, et de expositis instrumentis ab illitteratus aut paucas litteras scientibus, et de ex non scripto contractibus qui in agris fiunt, et ut in documentis et contractibus futuris locum habeat lex) було більш точно регламентовано обов'язки табеліонів, форму їхніх документів та процедуру верифікації.
Табеліоном міг стати лише вільний римський громадянин що володів правничими знаннями, характеризувався «абсолютною чесністю», для чого слід було вступити в корпорацію табеліонів та отримати затвердження на посаді префектом міста.
В Східній Римській Імперії право табеліонів продовжило своє життя. Відтак на початку Х ст. корпорація табеліонів в Константинополі видала найдавніший з відомих регламент вчинення дій табеліонами (який сьогодні ми б назвали Порядком вчинення нотаріальних дій).

### Середньовіччя
Після занепаду Західної римської імперії — на півночі, центрі та сході Європи тогочасне суспільство не потребувало документів приватного права, які б носили публічний характер, що призупинило на кілька століть практику нотаріальної діяльності у відповідних регіонах.
В період з другої половини V ст. до VIII ст. лише невеликі території середземноморської Європи (Равенна, Лангорбардія) та прибережні міста Криму (під впливом Візантії) частково зберегли практику створення scribas publicos приватних документів в спеціалізований спосіб, що мали високу доказову вагу.
Після захоплення франками в 774 році н. е. королівства Лангорбардів практика створення спеціалізованими особами королівського двору notarius publicus доказових документів частково збереглась. Відтак король франків Карл Великий в 781 році н. е. розпорядився щоб судові протоколи складали iudex ordinarius, а згодом Папа Римський в 815 році н. е. зобов'язав кожного єпископа та графа мати свого scriniariis. Таким чином частоково збереглась традиція складання документів, які мають більшу або меншу вагу офіційності, хоча і стосувалась вона зазвичай державних та церковних документів.
Згодом в XI — XII ст.ст. болонські глосатори, роблячи спроби теоретично адаптувати приватне римське право, натрапили на згадку про табеліонів Риму. Намагаючись зрозуміти сутність даного інституту та принципи його діяльності, вони, одночасно, спостерігали на своїх очах несамовитий економічний підйом італійських міст де активно застосовувались елементи римського права в повсякденному житті (особливо в правових відносинах між особами приватного права). Там купці та банкіри не бажаючи покладатись в майбутніх спорах на пам'ять свідків, оминаючи складні та не до кінця регламентовані порядки письмової легалізації документів представниками короля, могли просто звернутись до notarius publicus, який будучи наділений місцевою владою відповідними компетенціями, за плату засвідчував договори, які мали повну публічну довіру в майбутньому. Саме тоді в цих італійських містах остаточно з поміж інших виокремився термін notarius (за часів Риму терміном notarius заледве називали помічника табеліона), яким надалі в історії називатимуть особу, що від імені влади засвідчуватиме документи приватних осіб надаючи їм високої публічної легітимності та ефективної доказової дії.
Відтепер Болонський університет започаткував ars notariae тв опрацював принципи нотаріальної діяльності. В 1167—1169 рр. папа Олександр III видав декрет з правовиви імперативами щодо засвідчення документів для єпископа Ворцестера, суть якого згодом було включено в загальновживані церквою декрети Григорія IX, зокрема: «…scripta vero authentica, si testes inscripti decesserint nisi forte per manum publicam facta fuerint, ita, quod appareant publica, aut authenticum sigillum habuerint, per quod possint probari, non videntur nobis alicuius firmitatis robur habere». Було складено підручник Formularium tabellionum у другій половині XII ст. На початку XIII ст. Райнер з Перуджі уклав Summa artis notariae. В 1235 р. побачила світ книжка Summa artis notariae руки Салатєла (Salathiel). В 60-х роках XIII ст. вийшов найвідоміший підручник Summa artis notariae авторства Роландіно Пассаджері (Rolandino Passaggerii).
Відтак можна вважати, що актуальні на сьогоднішній день засади нотаріальної діяльності були викристалізувані наприкінці XII ст. — початку XIII ст.
З цього часу активно розпочався процес відкриття нотаріальних контор не лише в італійських містах, а також в прибережних іспанських містах, південних французьких містах, регіоні Альпійських гір, Адріатики, Кіпру, італійських містах на Кримському півострові.
В 1291 році Папа Римський Микола V уповноважив архієпископа Зальцбурга до призначення двох «довірливих осіб» в статутсі «notarii publici». Відтак перший австрійський нотаріальний акт був складений 8 червня 1314 року нотаріусом Конрадом вон Щенна (Konrad von Schenna) з Зальцбурга.